# رابرت وستربی
رابرت وستربی (انگلیسی: Robert Westerby؛ ‏ ۳ ژوئیهٔ ۱۹۰۹ – ۱۶ نوامبر ۱۹۶۸) فیلم‌نامه‌نویس اهل بریتانیا بود.
از فیلم‌ها یا مجموعه‌های تلویزیونی که وی در آن‌ها نقش داشته‌است، می‌توان به آلفرد هیچکاک تقدیم می‌کند، جنگ و صلح و ماجراجویان اشاره نمود.